# Anomoeodus
Anomoeodus es un género extinto de peces prehistóricos de la familia Pycnodontidae.

## Distribución
Anomoeodus tuvo una amplia distribución geográfica, con fósiles hallados en Francia, Bélgica, Países Bajos, España, Egipto, Uzbekistán y los Estados Unidos. Se conocen restos de la especie A. subclavatus del Campaniense de la cuenca de Kristianstad en Suecia, lo que la convierte en uno de los taxones de picnodontes más septentrionales. Esta migración hacia el norte podría estar asociada al aumento de las temperaturas de la época.
Se conocen dientes de A. phaseolus en la Capa Principal Fosilífera (MLF) de la formación Hornerstown en Nueva Jersey, que registra una mortalidad masiva durante la extinción masiva del Cretácico-Paleógeno, probablemente justo después del impacto de Chicxulub. Al ubicarse ligeramente por encima del límite Cretácico-Paleógeno, se ubica técnicamente en el Daniense más temprano. En cualquier caso, su presencia indica que Anomoeodus existió hasta el límite Cretácico-Paleoceno, y estos fósiles representan los registros más recientes del taxón. Un solo diente se encuentra ligeramente por encima del límite, lo que podría indicar que Anomoeodus sobrevivió hasta el Daniense temprano, pero este diente podría haber sido retrabajado a partir de capas anteriores.

## Registro fósil y paleoecología
Se han encontrado fósiles de Anomoeodus en depósitos marinos del Cretácico Superior. En Norteamérica, se han hallado en la formación Niobrara en Wyoming y Dakota del Sur, y en la formación Eagle Ford en Texas. En Europa, se han encontrado fósiles en los estratos del Cretácico Superior de España, Bélgica, Países Bajos, Francia y Uzbekistán. En África, se han encontrado en Egipto y Marruecos.
Anomoeodus vivió en diversos entornos marinos, desde aguas costeras poco profundas hasta entornos marinos más profundos. Se cree que fue un componente relativamente común de las faunas marinas del Cretácico. Se cree que algunas especies como A. caddoi toleraron ambientes estuarinos, mientras que otras solo se conocen en depósitos marinos de alta mar. Generalmente, se cree que fue un pez de arrecife.